# Castrul roman de la Ciuperceni
Castrul roman de la Ciuperceni, primul din sistemul de apărare al Limes-ului Transalutan, a fost semnalat prima dată de August Treboniu Laurian, care scrie despre acesta că este „lung de 350 pași și lat de 390 pași, înconjurat de un val adînc de 1,80 metri". Acesta era situat pe terasa joasă inundabilă a Dunării, fapt pentru care aproximativ o treime din suprafața fortificației a fost distrusă de ape.  Astăzi, din suprafața sa se păstrează o porțiune de 225 x 300 m.
Castrul este înscris la Nr. 55, în Lista monumentelor istorice 2004 din Județul Teleorman, Cod LMI 2004 TR-I-m-B-14218.02, ca un Castru din sec. II - III, Epoca romană, aflat în satul Poiana; comuna Ciuperceni, locația "La Culă”.
În Repertoriul Arheologic Național, situl arheologic de la Poiana - "La Culă" - situat la 400 m pe malul stâng al Dunării Epoca medievală, Epoca romană / sec. XIV, sec. II - III este înscris la Cod RAN 151727.01.